# نصف مستقيم

نصف خط مستقيم

نصف المستقيم أو الشعاع (بالإنجليزية: Half-line أو Ray)‏ هو خط مستقيم له نقطة بداية وليس له نقطة نهاية.